# Pinot Meunier

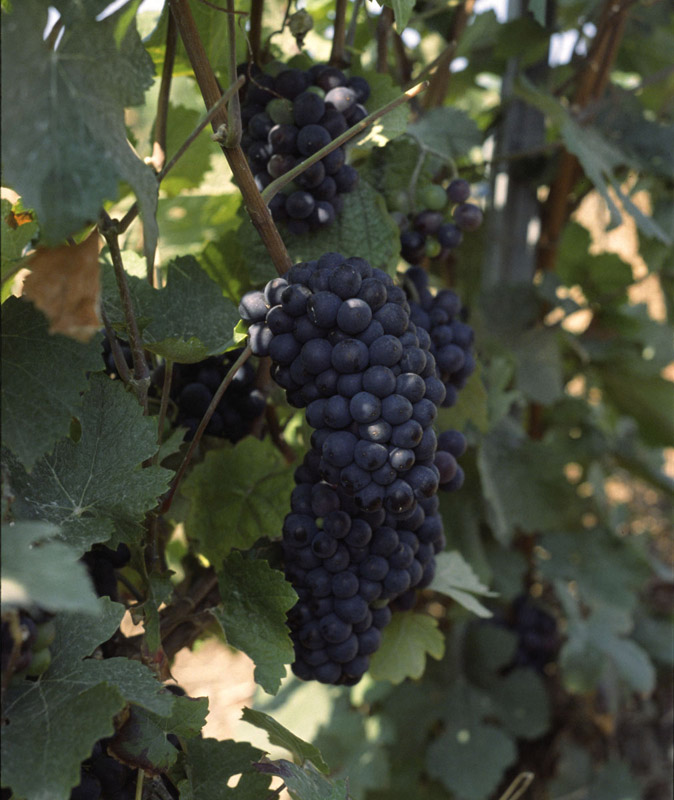
Strugure de Pinot Meunier

Pinot Meunier, cunoscut de asemenea sub numele de Schwarzriesling sau Mullerrebe, este un soi de struguri de culoare neagră. Pinot Meunier unul din cele trei soiuri de struguri permise de către legislația franceză în producerea șampaniei, alături de Pinot Noir și Chardonnay.
Pinot Meunier este o mutație a varietății Pinot Noir, de la care își și trage numele (meunier = morar) de la praful alb depus pe partea inferioară a frunzelor, care se aseamană cu făina.  Paul K. Boss si Mark R. Thomas de la CSIRO Plant Industry and Cooperative Research Centre for Viticulture din Glen Osmond, Australia, au descoperit că o varietate de Pinot Meunier deține o genă mutantă care o împiedică să raspundă acțiunii acidului gibberellic (un hormon de creștere al plantei).  Acest lucru conduce la o creștere anormală manifestată prin atrofierea frunzelor explicând astfel de ce planta de Pinot Meunier tinde să fie mai mică decât cea de Pinot Noir. 
Pinot Meunier este una dintre cele trei varietăți de struguri folosite in producerea șampaniei, celelalte două fiind Pinot Noir și Chardonnay).  Până nu demult, producătorii de șampanie nu au vrut să recunoască folosirea Pinot Meunier-ului in procesul de producție al șampaniei, preferând să sublinieze folosirea varietaților nobile. 
Recent, Meunier devine recunoscut internațional datorită pulpei si aromei bogate cu care contribuie în producția șampaniei. Pinot Meunier nu este eligibil in a primi statutul de grand cru, de aceea șampaniile produse în întregime din Pinot Meunier sunt mult mai rare decât șampaniile pe bază de Pinot Noir.  Un mare avantaj al Meunier-ului este că înflorește târziu și se coace devreme, excluzând in acest fel riscul înghețării in primavară și cel al ploilor exagerate in toamnă.  
Producătorii de vin spumos din alte regiuni au incercat să planteze Pinot Meunier cu scopul de a produce șampanie, dar in general este foarte rar găsit ca și varietate independentă.  Vinul roșu produs din Pinot Meunier este foarte plăcut, asemănător cu un Pinot Noir rustic cu arome florale. În Germania este produs un vin ieftin, demi-sec, din Pinot Meunier, numit Schwarzriesling. 